# بلدية العين
بلدية العين تقوم بالإشراف على عملية تخطيط مدينة العين والمناطق العين بإمارة أبوظبي لها وإعداد ومتابعة تنفيذ متطلبات المخطط الرئيسي والمخططات التفصيلية، ويشمل ذلك إعداد الخطط العمرانية والأهداف الإنمائية بكافة مكوناتها ومشروعاتها العمرانية.
وتعمل على تخصيص الأراضي للاستعمالات المختلفة والإشراف على توزيعها وتأجيرها في ضوء التوجيهات الحكومية السامية ومتطلبات خطط التطوير وإصدار الوثائق والخرائط المرتبطة بذلك.

## التأسيس
تأسست بلدية مدينة العين عام 1967، هي احدى المؤسسات التي تعمل تحت مظلة دائرة البلديات والنقل، وتقدم الخدمات البلدية في مدينة العين من خلال التنسيق مع الجهات ذات الصلة فيما يتعلق بخطط التنمية العمرانية لمدينة العين وتطبيق أنظمة ولوائح مواصفات المباني الصادرة عن الجهات المختصة المطبقة في الإمارة، وإصدار تصاريح البناء، ومراقبة تنفيذ المشاريع وتطبيق اللوائح المتعلقة بمظهر المدينة والحفاظ على نظافتها وجمالها، حيث تقوم بلدية مدينة العين بتصميم وتوفير الصيانة والتشغيل المنتظم للبنية التحتية للطرق والحدائق. والمساحات الخضراء وكذلك مرافق الخدمة العامة في المدينة.

## مبنى البلدية
يقع مبنى البلدية في المنطقة المعروفة بالمركز الإداري حيث تتجمع معظم الدوائر الإدارية .

## الخدمات الصحية
توفر البلدية خدمات الصحة العامة وفقاً للمعايير العالمية ويشمل ذلك إدارة النفايات والرقابة البيطرية وخدمات المسالخ ومكافحة الحشرات والقوارض والتثقيف الصحي وإنشاء وتشغيل المقابر ودورات المياه العامة وإزالة الرمال ومراقبة سلوكيات الصحة العامة.

## السجل العقاري
من مهام البلدية أيضاً الإشراف على السجل العقاري وإدارة عمليات وتصرفات الأراضي والعقارات من بيع وشراء ورهن ونقل ملكية. وتقوم البلدية بتنظيم الأنشطة العمرانية في المدينة ويشمل ذلك وضع المقاييس والمواصفات الهندسية والمعمارية واعتماد المخططات الإنشائية وإصدار تراخيص البناء والهدم والإضافة ومراقبة العمليات الإنشائية وترخيص المقاولين والاستشاريين. وتنظم ممارسة الأنشطة الاقتصادية والتجارية ويشمل ذلك إدارة السجل التجاري ووضع الشروط والمتطلبات وإصدار التراخيص الاقتصادية المختلفة ومراقبة الأنشطة التجارية ومكافحة الغش التجاري.

## التخطيط والبنية التحتية
تقوم بلدية العين بتخطيط ومتابعة تنفيذ وصيانة مشاريع البنية التحتية والإشراف على نشر المسطحات الخضراء وإنشاء وتشغيل وصيانة الحدائق العامة. كما تقوم بتوفير خدمات المواصلات العامة داخل المدينة. وتشرف على عملية تخطيط الاحتياجات الإسكانية للمواطنين ومتابعة تنفيذ مشاريع إنشاء المساكن الشعبية وتوزيعها وإعادة توزيعها على المواطنين. ومن مهام البلدية أيضاً المساهمة في تنشيط الحركة التجارية في المدينة والمناطق التابعة لها. وتقوم البلدية على تقديم الخدمات في المناطق الخارجية والنائية وإنشاء وتشغيل مراكز تقديم الخدمات لتلبية احتياجات السكان وتقديم الخدمات المساندة لإنجاز وتطوير الخدمات البلدية الأساسية. وتقدم البلدية الاقتراحات والإشراف على تنفيذ القوانين والأوامر المحلية وإصدار النظم الداخلية المرتبطة بذلك.

## جوائز
- جائزة مركز الاتصال على مستوى الشرق الأوسط
- جائزة الشرق الأوسط الخامسة للعناية بخدمة العملاء 2011
- جائزة مسابقة المجتمعات الحيوية 2010
- جائزة الشرق الأوسط للعناية بخدمات العملاء 2010
- جائزة أفضل فكرة للعام 2010
- جائزة الشرق الأوسط لتميز البلديات وتطوير المدن 2010
- جائزة الشارقة للعمل التطوعي 2010
- جائــزة معرض آسيا للخرائط 2009
- جائزة أفضل فكرة للعام 2011
- جائزة الأعمال الدولية (ستيفي العالمية) 2011 (المصدر موقع بلدية العين)
- جائزة العلم الأخضر العالمية 2024[8]

## وصلات خارجية
الموقع الرسمي لبلدية العين